# Базар Михайло Миколайович
Михайло Миколайович Базар (* 1 січня 1939, Бутини, Сокальський район) — український письменник.

## Життєпис
Закінчив Львівський медичний інститут. За освітою — лікар-невропатолог. Має кілька друкованих наукових праць з медицини. Працював у дільничій лікарні на Жовківщині, у міських лікарнях Угнова, Белза, Сокаля і Львова. З 2001 року зосередився лише на творчій роботі.
Став одним з найкращих прозаїків Сокальщини, входив до місцевого літературно-мистецького об'єднання «Колос», у 1990-х роках очолював його. Серед прозових книжок Михайла Базара:
- Дочка Чорного лісу
- Криниця в Шишаках
- Хмари над Гараєм
- Долина синіх вогнів
- Клятва на згарищах
- Помста
- Записки старого доктора
- Родовід
- У павутинні спокус
- Чари серпневої ночі
- Карби кривавого лихоліття
- Лукавство і любов

Автор краєзнавчих нарисів:
- Східниця
- Воля Якубова — мала батьківщина Андрія Мельника

2003 року започаткував у Дрогобичі видання літературного альманаху «Гомін Підгір'я». Член Української асоціації письменників.